# The Funeral Portrait
The Funeral Portrait es una banda estadounidense de post-hardcore formada en Atlanta, Georgia. El grupo se formó en 2014 y actualmente está compuesto por Lee Jennings (voz), Cody Weissinger (guitarra principal), Caleb Freihaut (guitarra rítmica/auxiliar), Robert Weston (bajo) y Homer Umbanhower (batería).
Su estilo musical se ha descrito como una mezcla de hardcore emocional, punk rock y teatro musical, y el cantante y líder Lee Jennings ha comparado su sonido en redes sociales con una mezcla de bandas como My Chemical Romance, Ghost y Motionless in White.

## Historia
Anteriormente conocidos como "Cosmoscope" antes de convertirse en The Funeral Portrait, lanzaron una versión de "It's Gonna Be Me" de NSYNC en 2013 y un álbum titulado "Hero or Menace" ese mismo año. Tras cambiar a su nombre actual, la banda lanzó su primer EP, For the Dearly Departed a finales de 2014 y su posterior LP, A Moment of Silence, en 2016, ambos bajo el sello Revival Recordings: exploran, respectivamente, las etapas del duelo en el EP y lo que sucede después de morir en el LP. Desde entonces, han firmado con Better Noise Music y lanzarán su EP Sounds from Beyond the Abyss, Vol. 1 en 2023, que incluye una versión de "Mad World" de Gary Jules y también su versión de "Creep" de Radiohead, que se lanzó como sencillo antes del EP en colaboración con la Hot Topic Foundation.
Varios de sus himnos más recientes han debutado con videos musicales que revelan personajes icónicos que se han convertido en representativos de la banda. Entre los íconos se encuentran El Alien con una corona de espinas en la canción "Alien", El Ángel atravesado por flechas en la canción "Voodoo Doll", El Guía en la canción "Dark Thoughts", El Terror Nocturno en la canción "Generation Psycho" y La Madre de Sangre en la canción "Blood Mother". La banda contó con Bert McCracken de The Used, Spencer Charnas de Ice Nine Kills e Ivan Moody de Five Finger Death Punch como artistas destacados en los temas "You're So Ugly When You Cry", "Suffocate City" y "Holy Water", respectivamente. Suffocate City se convirtió en su primer sencillo número 1 en la lista de Billboard en Mainstream Rock Airplay.
El grupo ha tocado en vivo junto a muchos artistas destacados, como Underoath, Starset, Escape the Fate y August Burns Red, además de ser teloneros de bandas como Shinedown, Skillet, Ice Nine Kills, PVRIS e Issues. Actuaron como teloneros de Five Finger Death Punch y Marilyn Manson en su gira de verano norteamericana de 2024. Los conciertos de The Funeral Portrait, apodados por la banda y sus fans como "Ceremonias de Devoción", utilizan decorados, escenarios y personajes ("The Icons") de diseño intrincado. La banda despliega una energía vibrante en su sonido y cautiva visualmente a su público con una estética oscura y teatral.

## Estilo musical y temas
Las letras de la banda abordan temas como la salud mental, la depresión, el amor y la ira. En una entrevista con la revista Technique, el líder Lee Jennings profundiza en su enfoque lírico: "Creo que es importante tener música que realmente represente los sentimientos verdaderos [...] Hay mucha gente a la que creo que le hace sentir mejor consigo misma saber que no son los únicos que luchan con algo". En referencia a su canción "Suffocate City", Jennings destaca aún más su enfoque empático hacia las letras, explicando en Blabbermouth que la canción "habla al miedo de nuestros oyentes: el miedo a estar atrapado en un trabajo sin futuro, una relación sin futuro o una situación financiera sin futuro. El miedo a 'nunca salir' es una experiencia omnipresente con la que cualquiera puede conectar y sentirse identificado".
Los miembros de la banda han declarado que su objetivo es hacer de su comunidad un espacio seguro para todos los grupos marginados, incluida la comunidad LGBTQ+. Como detalla el líder Lee Jennings en el podcast The Jesea Lee Show: «A diferencia de The Funeral Portrait, muchas bandas de su género temen hablar en nombre de la comunidad queer». Jennings y sus compañeros interactúan activamente con sus fans, conocidos como "Coffin Crew", utilizando redes sociales como Facebook, Instagram, TikTok y su cuenta X para compartir fragmentos de su vida en gira: fotos del escenario, videos de conciertos, historias tras bambalinas y aventuras de viaje. En un tuit, Jennings menciona que The Funeral Portrait se encuentra actualmente en su segunda fase, llamada TFP 2.0, y revela que hasta 2019 la banda le sirvió como prueba, ya que no estaba seguro de si el proyecto era su verdadera vocación. Sin embargo, tras ver un aumento de popularidad y el surgimiento de un grupo de seguidores de culto, TFP 2.0 ahora "llega al límite". Durante sus conciertos, Freihaut y Weston, miembros de la banda, se besan regularmente en el escenario, un gesto acertadamente llamado "el beso". Jennings recurrió a X después de un concierto para explicar una confrontación que tuvo con alguien que compartía su desprecio por "el beso", afirmando: "La gente así no pertenece aquí y [...] nos dan ganas de besarnos aún más". En un incidente particularmente sonado, la banda fue eliminada como telonera de la gira de un artista conocido porque dicho artista (cuyo nombre no fue revelado por la banda) no apoyó la parte de "el beso" de la actuación de The Funeral Portrait. Sin embargo, en una muestra de mayor solidaridad con la comunidad LGBTQ+, la banda redobló sus esfuerzos tras la cancelación lanzando una camiseta con el diseño en colaboración con Hot Topic que dice "Me encanta cuando los chicos emo se besan".

## Miembros
- Lee Jennings – voz principal
- Cody Weissinger – guitarra principal, coros
- Caleb Freihaut – guitarra rítmica, guitarra auxiliar, coros
- Robert Weston – bajo
- Homer Umbanhower – batería, percusión

## Discografía

### Álbumes de estudio
- A Moment of Silence (2016)
- Greetings From Suffocate City (2024)

### EPs
- For the Dearly Departed (2014)
- Sounds From Beyond the Abyss (Vol.1) (2023)
- Casanova (From Beyond the Abyss) (2024)

### Sencillos
| Titulo                                                   | Año  | Posicionamiento | Posicionamiento | Posicionamiento | Álbum                         |
| Titulo                                                   | Año  | US Main.        | US Hard Rock    | US Air.         | Álbum                         |
| -------------------------------------------------------- | ---- | --------------- | --------------- | --------------- | ----------------------------- |
| "Suffocate City" (con Spencer Charnas de Ice Nine Kills) | 2024 | 1               | 14              | 11              | Greetings from Suffocate City |
| "Holy Water" (individual o con Ivan Moody)               | 2025 | 1               | 14              | 8               | Greetings from Suffocate City |

### Videos musicales
| Canción                       | Año  | Director (es)          | Álbum                                                                | Link |
| ----------------------------- | ---- | ---------------------- | -------------------------------------------------------------------- | ---- |
| "Casanova (C'est La Vie)"     | 2015 | Justin Reich           | For the Dearly Departed                                              |      |
| "Paper Mache Man"             | 2019 | Aaron Marsh            | N/A                                                                  |      |
| "Voodoo Doll"                 | 2022 | Aaron Marsh            | Sounds From Beyond the Abyss (Vol. 1) /Greetings From Suffocate City |      |
| "Mad World"                   | 2023 | James Gregory Wightman | Sounds From Beyond the Abyss (Vol. 1)                                |      |
| "Alien"                       | 2023 | Alex Kouvatsos         | Greetings From Suffocate City                                        |      |
| "Generation Psycho"           | 2023 | James Gregory Wightman | Greetings From Suffocate City                                        |      |
| "Dark Thoughts"               | 2023 | James Gregory Wightman | Greetings From Suffocate City                                        |      |
| "You're So Ugly When You Cry" | 2024 | James Gregory Wightman | Greetings From Suffocate City                                        |      |
| "Suffocate City"              | 2024 | James Gregory Wightman | Greetings From Suffocate City                                        |      |
| "Blood Mother"                | 2024 | James Gregory Wightman | Greetings From Suffocate City                                        |      |
| "Hearse For Two"              | 2025 | James Gregory Wightman | Greetings From Suffocate City                                        |      |
| "Holy Water"                  | 2025 | Michael Lombardi       | Greetings From Suffocate City                                        |      |
| "Evergreen"                   | 2025 | N/A                    | Greeting from Suffocate City (From Beyond the Abyss)                 |      |